# زیگمونت کنستوویچ
زیگمونت کِـنستوویچ (لهستانی: Zygmunt Kęstowicz؛ ‏ ۲۴ ژانویهٔ ۱۹۲۱ – ۱۴ مارس ۲۰۰۷) بازیگر اهل لهستان بود.
از فیلم‌ها یا برنامه‌های تلویزیونی که وی در آن نقش داشته‌است، می‌توان به سرنوشت‌های لهستانی، سفری برای یک لبخند، یانوشیک، سیل، سربازان آزادی، قماری بالاتر از زندگی، سایه و طایفه اشاره کرد.